# Reinhard Turre

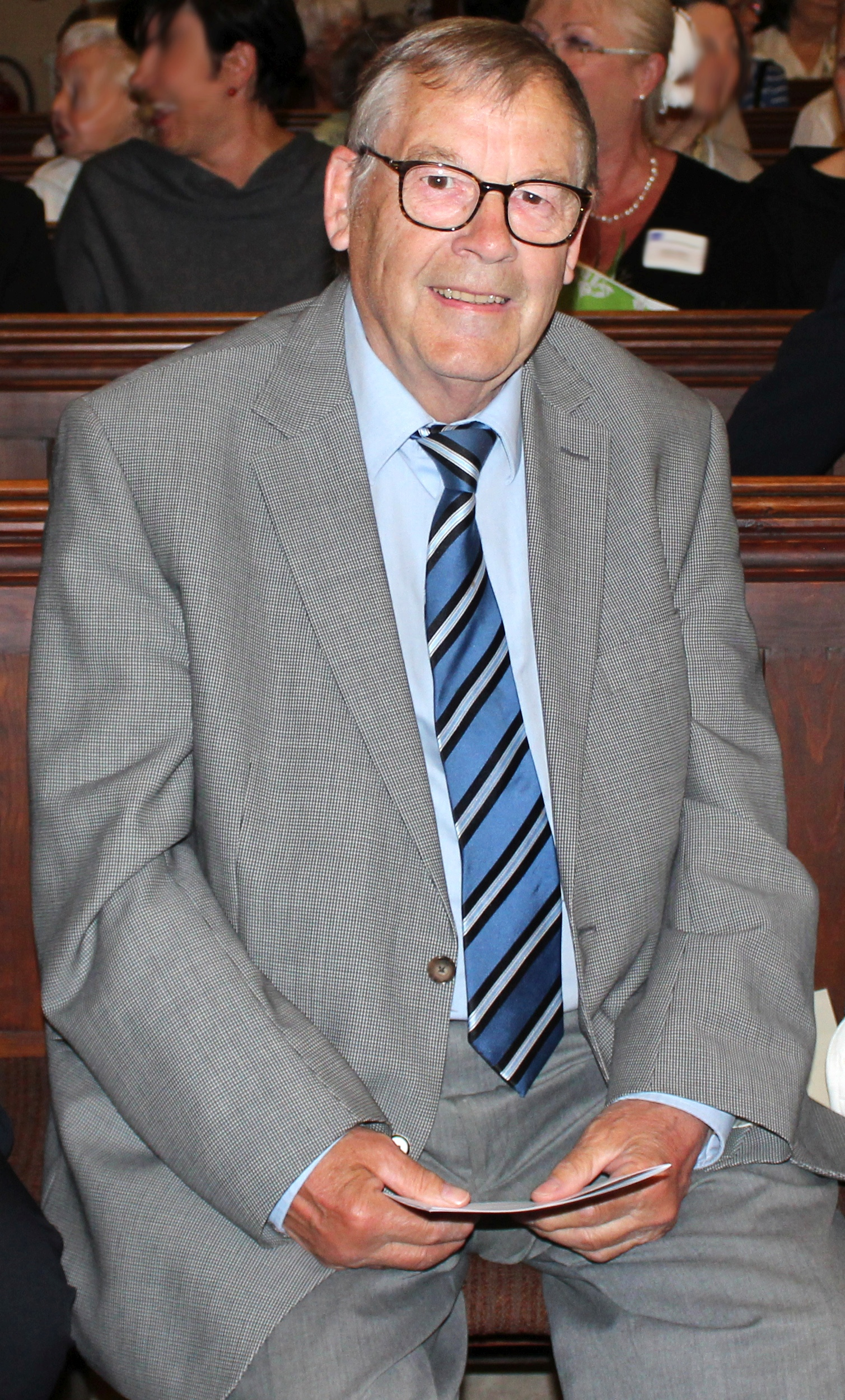
Reinhard Turre am 12. Mai 2016 in der Kirche des Diakoniewerks Halle

Reinhard Turre (* 26. Juli 1941 in Mühlhausen/Thüringen; † 5. August 2019 in Leipzig) war ein deutscher evangelischer Theologe, Pfarrer, Hochschullehrer und als langjähriger Präsident des diakonischen Werkes der Evangelischen Kirche der Kirchenprovinz Sachsen eine prägende Gestalt der Diakonie in Mitteldeutschland.

## Leben
Turre wurde am 26. Juli 1941 in einem Pfarrhaus in Mühlhausen/Thüringen geboren und wuchs in Großengottern auf. Er studierte von 1960 bis 1965 evangelische Theologie in Halle sowie in Berlin an der Humboldt-Universität und dem Sprachenkonvikt. Anschließend war er bis 1969 Inspektor des Reformierten Convicts in Halle. 1969 schloss er seine Promotion ab, heiratete und übernahm die Pfarrstelle in Roitzsch, die er bis 1975 innehatte. Im Jahr 1975 wurde er Rektor der Diakonissenanstalt Halle (seit 1982 Diakoniewerk Halle), 1989 habilitierte er sich in Halle mit seiner Diakonik (1991 als Buch erschienen), die inzwischen zu einem Standardwerk geworden ist. 1991 wechselte er nach Magdeburg, wo er bis 2004 als Direktor das Diakonische Werk der Evangelischen Kirche der Kirchenprovinz Sachsen leitete. Hier war er entscheidend an der Fusion der Diakonischen Werke in Anhalt, der Kirchenprovinz Sachsen und Thüringen zum Diakonischen Werk Evangelischer Kirchen in Mitteldeutschland beteiligt. 
Daneben unterrichtete Turre als außerplanmäßiger Professor zunächst an der Theologischen Fakultät in Halle, später in Leipzig.
Reinhard Turre war Vater von vier Kindern.

## Werke
- Taufe und Kirchengliedschaft in der römisch-katholischen Theologie von der Enzyklika Mystici corporis bis zum zweiten Vatikanischen Konzil. Dissertation Halle 1969.
- Diakonik. Grundlegung und Gestaltung der Diakonie. Neukirchener Verl.,  Neukirchen-Vluyn 1991, ISBN 978-3-7887-1316-4.
- Diakonische Einsichten. Theologische Impulse und ethische Reflexionen. Kohlhammer Verlag, Stuttgart/Berlin/Köln 2001, ISBN 978-3-17-017117-6.